# Haliclystidae
Haliclystidae zijn een familie van gesteelde kwallen (Stauromedusae) in de stam van de neteldieren (Cnidaria).

## Geslachten en soorten
- Depastromorpha Carlgren, 1935[1]
  - Depastromorpha africana Carlgren, 1935
- Depastrum Gosse, 1858[2]
  - Depastrum cyathiforme (M. Sars, 1846)
  - Depastrum inabai Kishinouyea, 1893[3]
- Halimocyathus James-Clark, 1863[4]
  - Halimocyathus platypus James-Clark, 1863
- Manania James-Clark, 1863[5]
  - Manania atlantica (Berrill, 1962)
  - Manania auricula (Fabricius, 1780)
  - Manania distincta (Kishinouye, 1910)
  - Manania gwilliami Larson & Fautin, 1989
  - Manania handi Larson & Fautin, 1989
  - Manania hexaradiata (Broch, 1907)
  - Manania uchidai (Naumov, 1961)